# Smicromorpha lagynos
Smicromorpha lagynos is een vliesvleugelig insect uit de familie bronswespen (Chalcididae). De wetenschappelijke naam is voor het eerst geldig gepubliceerd in 1986 door Naumann.